# Kasungu

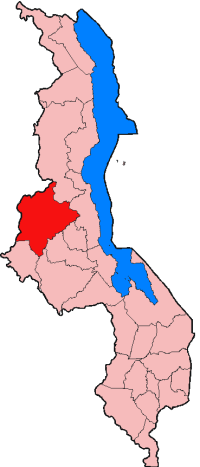
Distriktets placering i Malawi

Kasungu är ett av Malawis 28 distrikt och ligger i Central Region. Huvudort är Kasungu.